# Sentiero dei Serbi
Il Sentiero dei Serbi fu realizzato durante la Grande Guerra dai prigionieri di guerra serbi sulla montagna di Castellano (Villa Lagarina). Il sentiero attuale si discosta a tratti da quello dei serbi ma ancora oggi sono visibili resti di muri a secco, in gran parte però caduti e ricoperti dalla vegetazione. Il sentiero numero O623B è curato dalla sezione di Rovereto della Società degli alpinisti tridentini.
In Trentino sono presenti inoltre altri sentieri ed opere denominate dei serbi o dei russi, anch'essi realizzati durante la Grande Guerra come sul Monte Stivo, dove si possono riscoprire molti manufatti, trincee e baraccamenti, risalenti a quel periodo. I prigionieri serbi lasciarono in Trentino un triste ricordo, erano trattati duramente e spesso umiliati, percossi; morivano principalmente per l’arduo lavoro giornaliero accompagnato dalla poca e scadente alimentazione. Questa grave situazione li portò svariate volte a ribellarsi, senza però ottenere alcun risultato, anzi mettendo in serio pericolo la propria vita. Si racconta appunto di una vicenda in cui 300 prigionieri serbi, dopo essere stati rinchiusi all'interno del castello di Castellano, decisero di ribellarsi e il giorno seguente vennero appesi agli alberi delle strade del paese per una intera giornata. 
Spesso avveniva che i serbi, costretti a trasportare sulle spalle pesanti carichi a partire dalla Piazza, sfiniti e privi di forza, non riuscivano a supportare l'ingente peso. Infatti i dati dimostrano che la maggior parte dei decessi di Castellano nel marzo 1916  sono dovuti a collasso e sfinimento. 
Grazie all’analisi del Registro dei Morti del luogo a data 31 dicembre 1915 si può chiaramente dedurre che nei pressi di Castellano (Valle di Cei) non vi erano solo prigionieri serbi e russi, ma anche reparti di lavoratori militarizzati.